# آرتور موری
آرتور موری (انگلیسی: Arthur Murray); (۴ آوریل ۱۸۹۵ – ۳ مارس ۱۹۹۱) رقاص بالروم و بازرگان آمریکایی بود، که نام وی اغلب با استودیو رقص زنجیره ای که بر پایه نام خودش ایجاد شده بود، مرتبط است.